# Gospodarka leśna w Puszczy Białowieskiej

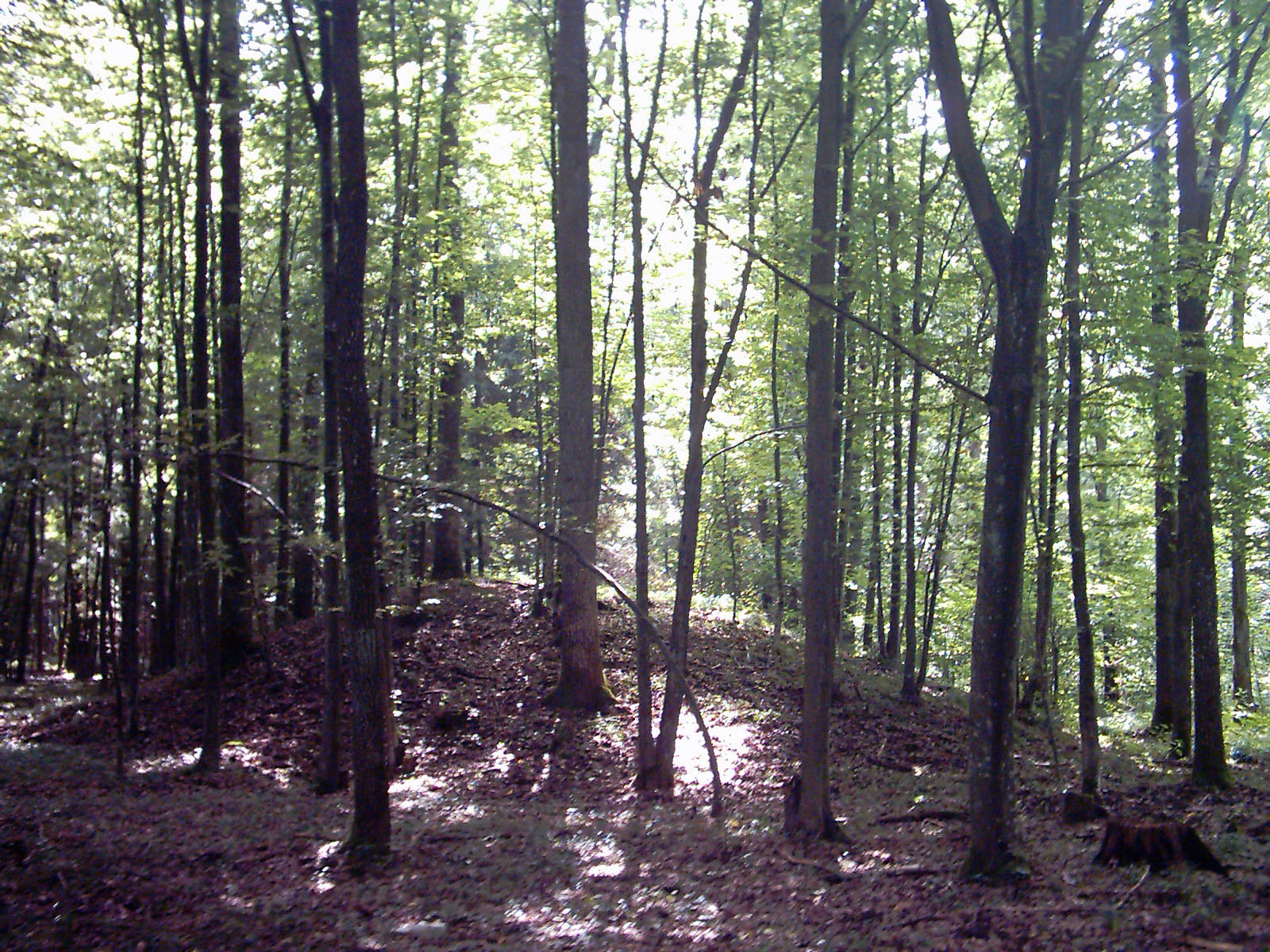
Jeden z kurhanów w kwadracie 387C

Chociaż w Puszczy Białowieskiej zachowały się ostatnie naturalne fragmenty pierwotnego lasu, jest ona użytkowana przez człowieka od tysiąca lat i wielokrotnie była narażona na zniszczenie.
Najstarszym zachowanym świadectwem po obecności człowieka na terenie Puszczy są kurhany, których stanowiska zachowały się w rezerwacie Szczekotowo, w okolicach Starej Białowieży oraz Przedzielnej. Pochodzą one z wieków X–XIII. W drugiej połowie XIII wieku najazdy litewskie zahamowały rozwój osadnictwa na wiele lat.
Jedną z najstarszych form użytkowania Puszczy było łowiectwo. Pierwsze królewskie polowanie Władysława Jagiełły odbyło się jesienią 1409 roku i przeciągnęło przez całą zimę.

## I Rzeczpospolita

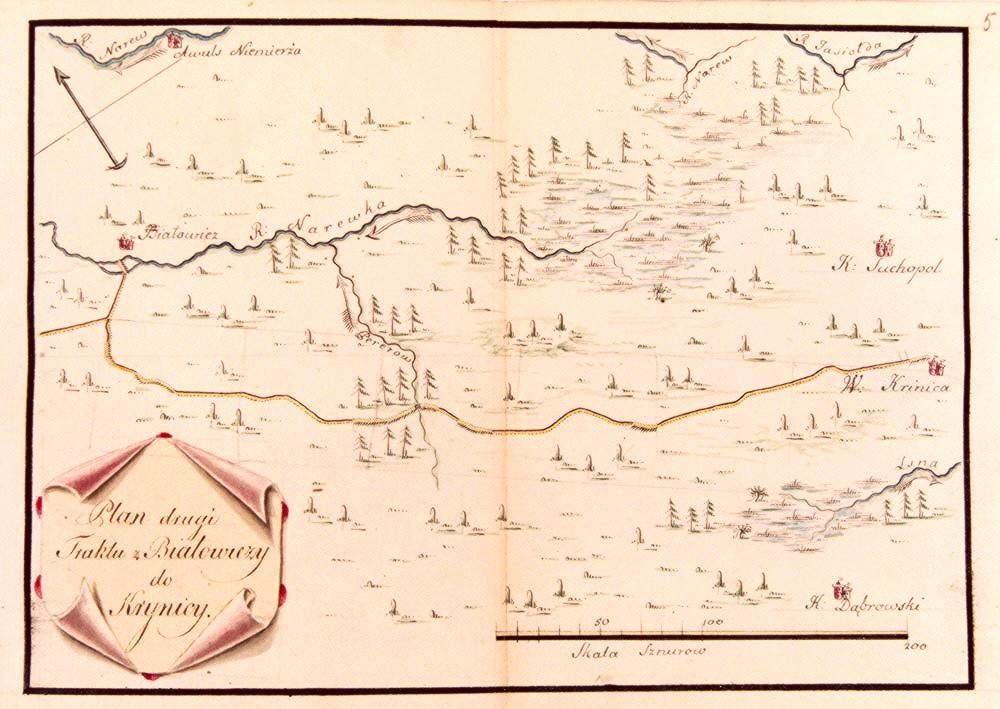
Plan drugi Traktu z Białowieży do Krynicy

Osadnictwo, które rozwijało się od połowy XVII wieku wiązało się z karczowaniem lasów, co prowadziło do zmniejszenia stanu posiadania gatunków, a ponieważ pod pola oraz przyszłe osady w pierwszej kolejności zajmowano siedliska grądów oraz dąbrów, karczunek dotyczył najczęściej gatunków liściastych takich, jak dąb, lipa, klon oraz grab. Park Pałacowy w Białowieży znajduje się w miejscu, gdzie dawniej była dąbrowa świetlista, natomiast właściwe osiedle zajęło miejsce dawnych grądów. Liczne, głębokie żwirownie pochłonęły w Puszczy kolejne stanowiska dąbrów. Według Falińskiego od połowy XVII wieku do końca XX wieku powierzchnia Puszczy Białowieskiej zmniejszyła się z 1664 km² do 911 km² (nie licząc Puszczy Ladzkiej i Świsłockiej), co oznacza spadek o 45%.
Zarządzanie Puszczą bierze swój początek w XV wieku, powołano wtedy namiestników, którzy byli agentami gospodarczo-finansowymi wielkiego księcia litewskiego.
Wraz z wejściem Puszczy w 1589 roku w skład królewskich dóbr stołowych zaczęło się kontrolowane użytkowanie Puszczy poprzez „wchody”, czyli prawo użytkowania lasu. Systematyczna eksploatacja rozpoczęła się w XVII wieku. Nad Narewką i Niemierzanką powstały zakłady wytapiające żelazo z rudy darniowej. Rozwija się produkcja smoły i potażu, wykorzystywanego dla produkcji szkła i mydła. Gruntowną reformę w zarządzaniu Puszczą wprowadził w XVIII wieku podskarbi litewski Antoni Tyzenhauz. Uruchomił on nowe ośrodki dostarczające przetworzone produkty leśne: węgiel drzewny, smoła drzewna, dziegieć, popiół, potaż. Wówczas wewnątrz Puszczy powstały osady przemysłowe Budy, Pogorzelce i Teremiski, a do pracy w przemyśle leśnym sprowadzono specjalnie ludność z Mazowsza. Osady puszczańskie zakładane były na ziemiach królewskich w dobrach stołowych. Zajmują one łącznie około 1 km² powierzchni. Tyzenhauz zarządzał Puszczą w latach 1765–1780, w tym okresie pozyskiwano w puszczy drewno. Szacuje się, że w roku, gdy spławiono 60 tratew (1779/1780) nie zbliżono się do wielkości 40 tysięcy m³, wliczając w to drzewa wycięte na potrzeby lokalne, a zwykle było to około 10 tysięcy m³.
W 1796 roku działały w Puszczy 82 piece ziemne, w których pędzono dziegieć, smołę i wypalano węgiel drzewny.

## Zabór rosyjski

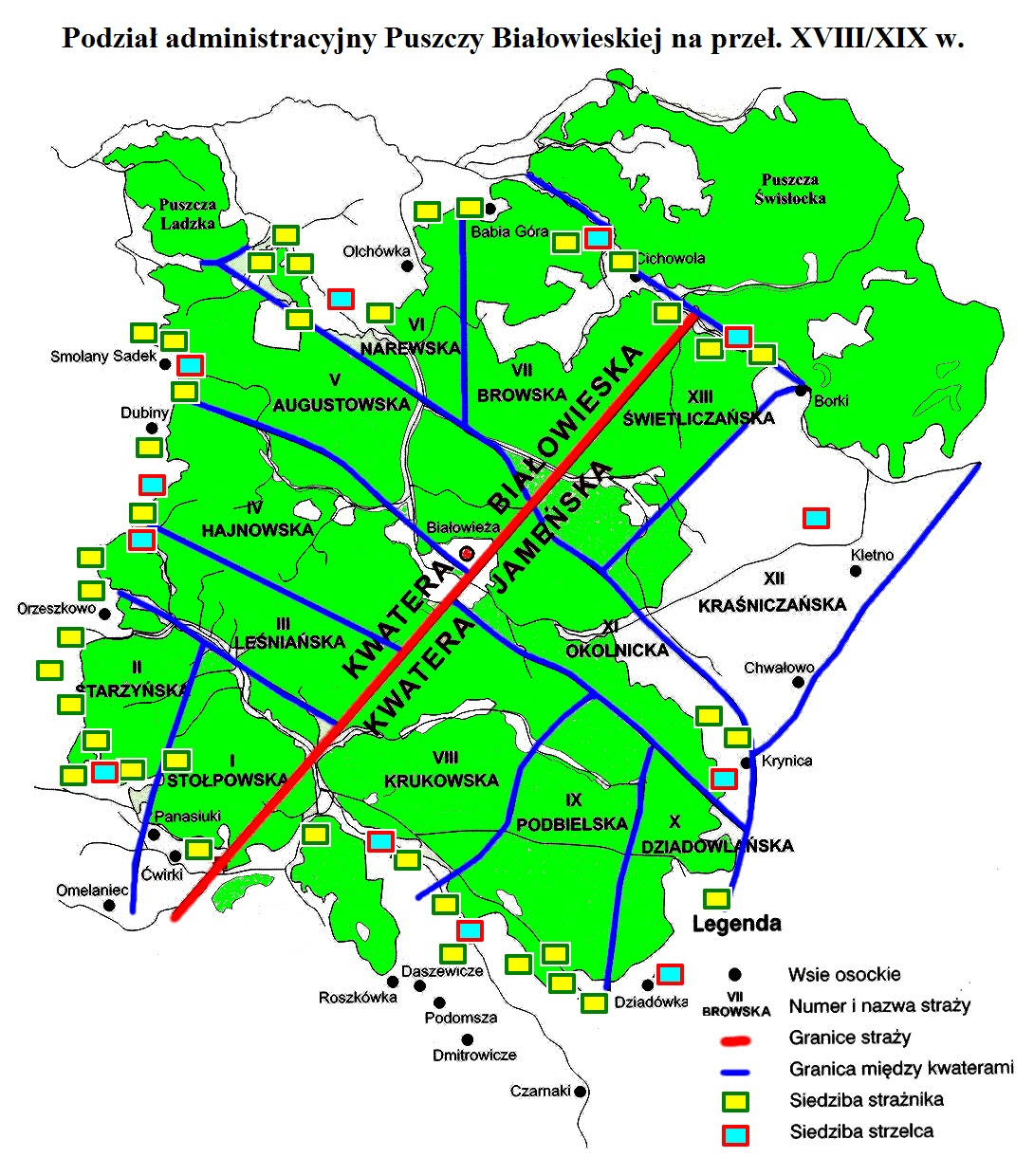
Podział administracyjny Puszczy po roku 1796. Wbity trójkątny klin ze wschodu, to pozostałość po rabunkowej eksploatacji, do której doprowadziła Katarzyna II

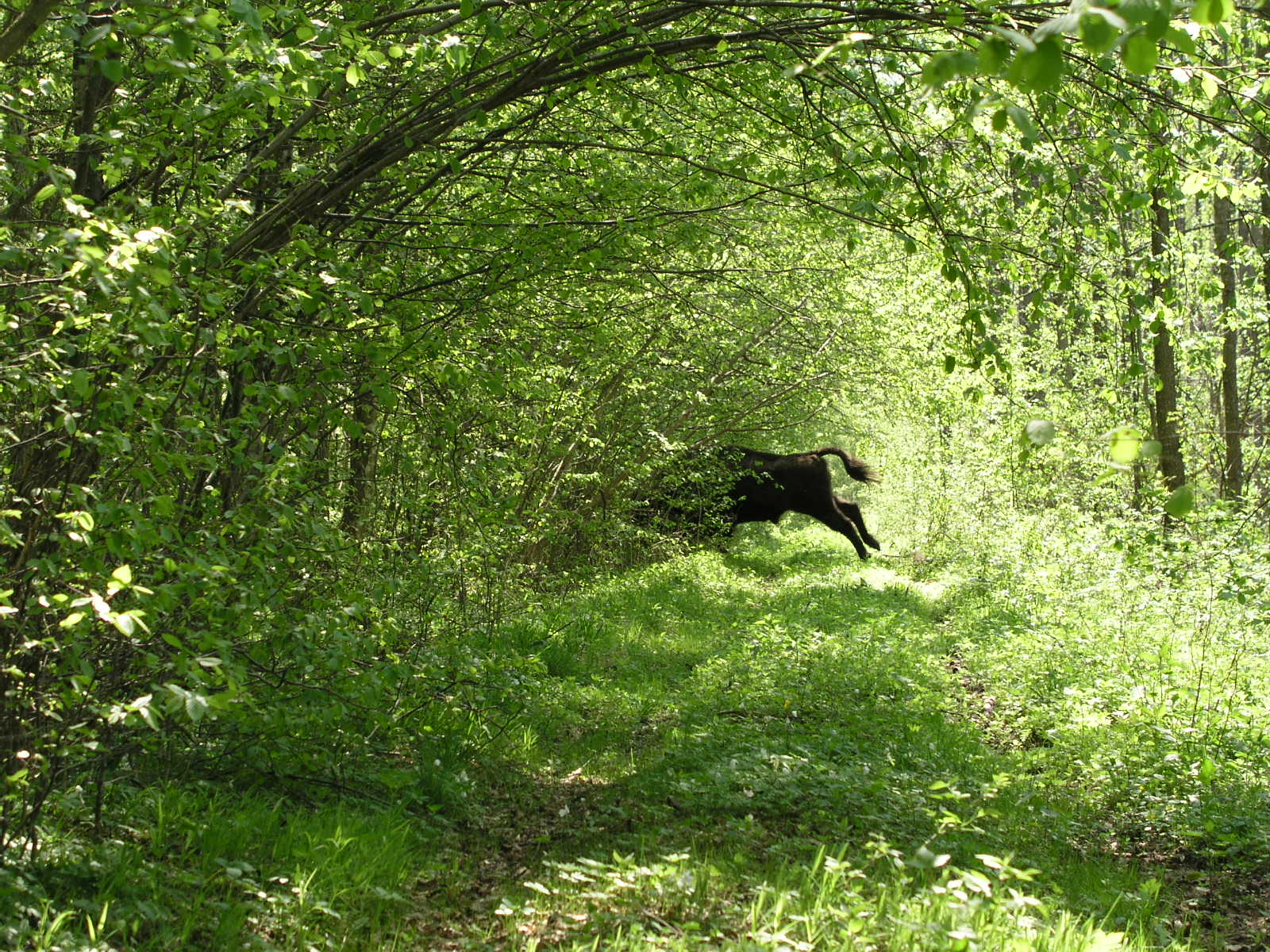
Jedna z tryb na terenie BPN

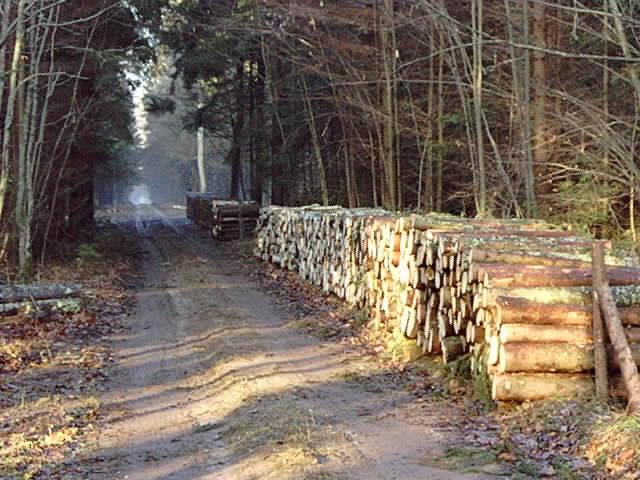
Dubiacka Tryba (2 grudzień 2000)

Ostatni wielki karczunek dokonany został za sprawą carycy Katarzyny II, która po powstaniu kościuszkowskim rozdała Puszczę swoim faworytom. Wycięto wtedy w krótkim czasie 40 000 ha lasu, tj. prawie 1/4 ówczesnej Puszczy.
W 1797 roku car Paweł I rozkazał wybić wszystkie łosie, aby z ich skóry sporządzić spodnie dla żołnierzy.
W XIX wieku wzrosła liczba ludności mieszkająca w osadach na terenach Puszczy i odtąd przekraczała tysiąc mieszkańców.
Pod okupacją rosyjską początkowo pozyskiwano w Puszczy drewno na maszty i na budulec, ale ze względu na wysokie koszta Departament Lasów Okrętowych zrezygnował z pozyskiwania drewna w Puszczy ze względów ekonomicznych. Nieopłacalność była rezultatem korupcji i niegospodarności carskiej administracji.
W 1820 roku Aleksander I zakazał wszelkich cięć Puszczy, ponieważ obawiał się, że odgłosy siekier drwali mogą wypłoszyć żubry. Stan ten utrzymywał się krótko, tylko przez osiem lat.
W latach 1843–1846 przeprowadzono prace urządzeniowe. Podzielono Puszczę na dwuwiorstowe oddziały (wiorsta – 1066,78 metrów), tj. system dróg (tzw. tryby) biegnących przez Puszczę południkowo oraz równoleżnikowo. Każdy oddział miał kształt prostokąta o powierzchni 2 wiorst kwadratowych (tj. 227,6 ha). Liczba oddziałów wynosiła 451, ponadto 125 oddziałów w Puszczy Świsłockiej. Przerębywanie linii trwało pięć lat i dokonywane było w oparciu o pomiary z lat 1843–1846. Większość oddziałów w północnej części Puszczy odchylała się od linii prostej. Wedle przeprowadzonych wtedy pomiarów powierzchnia Puszczy wynosiła 122 447 hektarów.
W latach 1861–1862 poszerzono (poza niektórymi wyjątkami) linie oddziałowe do 3 sążni (1 sążeń to 2,13 m). W latach tych dokonano nowego pomiaru powierzchni Puszczy, który wykazał, że powierzchnia zmniejszyła się o 3741 hektarów, wzrosła natomiast powierzchnia gruntów użytkowanych oraz powierzchnia nieużytków. Według pomiarów dokonanych w latach 1870–1871 powierzchnia Puszczy zmniejszyła się o dalsze 20 820,6 hektarów (w stosunku do poprzednich pomiarów).
W drugiej połowie XIX w zagęszczono oddziały co wiorstę. Uczyniło to Puszczę łatwiej dostępną. Dzisiaj znaczna część tych dróg jest już zarośnięta, choć w dalszym ciągu są pokazywane na mapach turystycznych.
W 1888 roku została włączona do osobistych dóbr cara, co ratowało Puszczę przed eksploatacją. W latach 1891–1907 sprowadzono do Puszczy jelenie, sarny, łosie z Syberii, Kaukazu, Niemiec, Austrii i Czech. Stan zwierzyny przekroczył naturalne możliwości Puszczy. Intensywna gospodarka łowiecka, połączona z wypasem bydła i zbieraniem owoców runa leśnego trwała trzydzieści lat. W 1897 roku wstrzymano całkowicie wyrąb drewna.
W 1897 roku otwarta została linia kolejowa przez Puszczę do samej Białowieży, a w 1903 roku wojskowa szosa strategiczna. W XIX wieku liczba domostw w Puszczy wzrosła z 1050 na początku wieku do 2839 pod koniec.
W czasach okupacji rosyjskiej roczny wyręb nigdy nie przekraczał 10 tysięcy m³ drewna. Niewielkie pozyskiwanie drewna i nieznaczne wpływy z jego sprzedaży wynikały z łowieckiego charakteru Puszczy.
W 1888 roku wypasano 6348 sztuk bydła. Konie nie były wypasane w Puszczy, natomiast woły okresowo i dlatego 2 sztuki traktowano jako równoważnik 1 dużej sztuki bydła. Świnie i owce wypasano bez zezwolenia.
Uboczną formą użytkowania Puszczy było zbieranie jagód, orzechów i grzybów. Na zbiór zezwalano osobom, które wykupiły bilet za 60 kopiejek. W 1889 roku wydano 1546 biletów. Bilety wydawano osobom zatrudnianym przy budowie grobli oraz naprawie dróg.
Jeszcze inną formą użytkowana było bartnictwo. Najczęstszym drzewem bartnym była sosna (chwoja). Wybierano sosnę o gładkiej i płytko spękanej korze, spróchniałą wewnątrz i hubkami na zewnątrz, próchno musiało być złote, bo czerwonego pszczoły unikały. Miód używano jako lekarstwo dla chorych lub przysmak dla dzieci. Z wosku sporządzano świecie. Miód i wosk skupywali Żydzi. Za garnek miodu płacono dwa ruble i więcej. Cena wyjątkowo dobrego lipcowego miodu dochodziła do 15 rubli. W 1888 roku Puszcza stała się prywatną własnością cara, a bartników stopniowo usunięto.

## Plądrowanie
Po przegranej wojnie z Japonią (1904–1905) carat postanowił wprowadzić rozwiniętą eksploatację Puszczy na wielką skalę, na wzór państw zachodnioeuropejskich. W 1911 roku przysłano tu w związku z tym geometrów, rachmistrzów, by oszacować zasoby Puszczy oraz przyszłe zyski czerpane z eksploatacji. Zamiaru wielkiej eksploatacji nie zdążono wprowadzić w czyn ponieważ w sierpniu 1915 roku do Białowieży wkroczyła armia niemiecka.

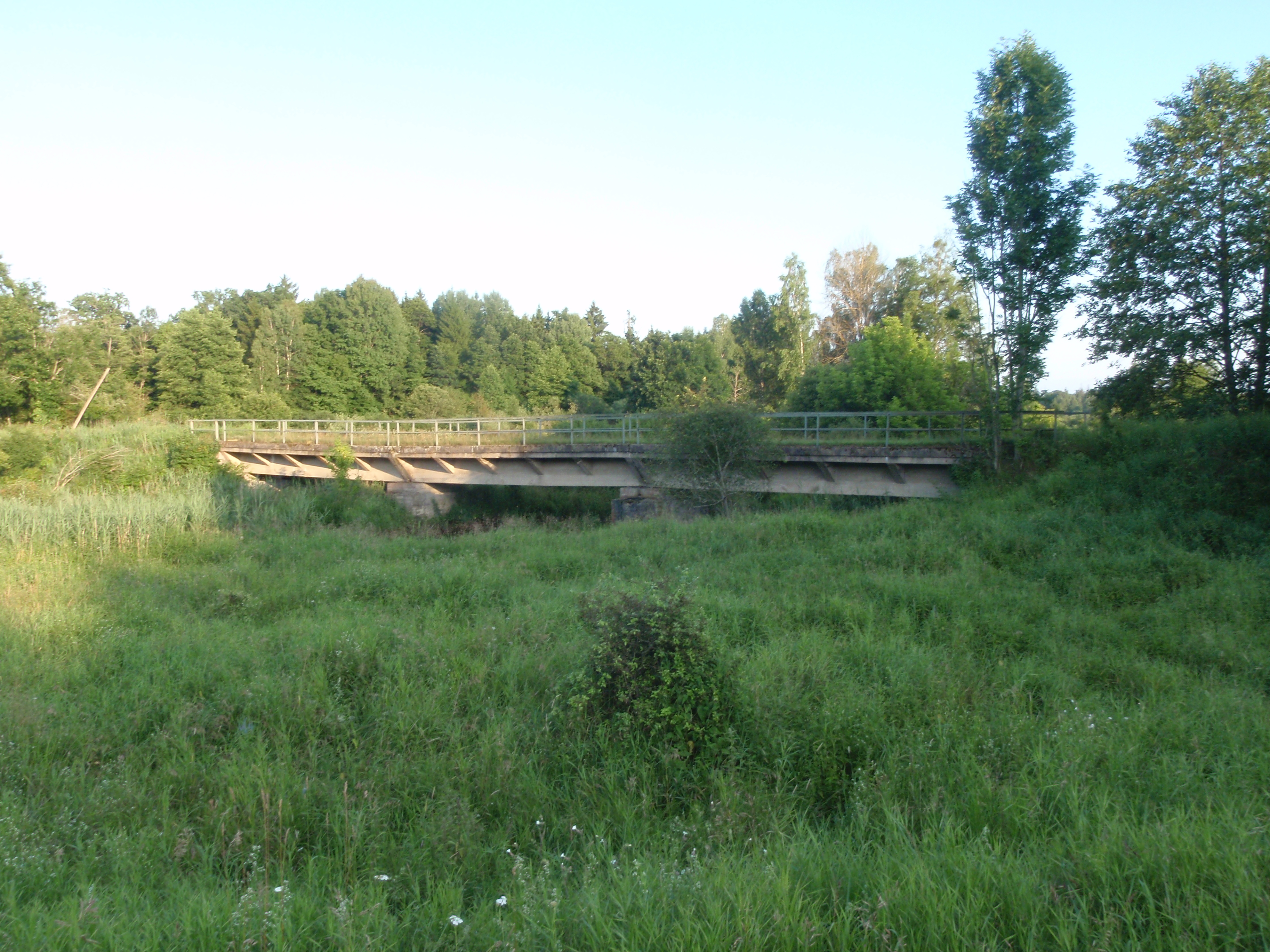
Zbudowany przez Niemców Kosy Most

Niemcy oszacowali zapas drewna na 32 mln 600 tys. m³. By ułatwić eksploatację wybudowano sieć 300 km kolejek wąskotorowych. W ciągu trzech i pół lat, przerobiono i wysłano do Niemiec prawie 5 mln m³. 400 tysięcy m³ drewna nie zdążono wysłać do Niemiec. Zrębami zupełnymi ogołocono 6500 ha, a częściowymi 10 tysięcy ha. Najbardziej przetrzebiono te partie puszczańskich lasów, które znajdowały się przy kolei normalnotorowej oraz przy kolejce wąskotorowej. Niemcy zbudowali kilka tartaków: 10-trakowy w Hajnówce, 3-trakowy w Czerlonce, 4-trakowy w Gródku, 2-trakowy w Nowym Mieście i 1-trakowy w Narewce. W Hajnówce uruchomiono fabrykę wełny drzewnej, stolarnię mechaniczną oraz fabrykę składanych domów. Zbudowano największe w Europie zakłady suchej destylacji drewna.
Po wycofaniu Niemców, którzy zdemontowali niektóre zakłady (np. z tartaku w Hajnówce zabrano dwie maszyny parowe), Puszcza przez sześć tygodni znajdowała się pod zarządem litewskim. Niemcy pozostawili po sobie wielką ilość niedorębów, posuszu i odpadów, co spowodowało inwazję korników. Najbardziej ucierpiały świerczyny Nadleśnictwa Hajnówki, gdzie korniki uszkodziły 350 tysięcy m³ drewna (łącznie z leżaniną). Prowadzona w latach 1919–1923 gospodarka Puszczy zmierzała w pierwszej kolejności do likwidacji negatywnych skutków niemieckiej okupacji.

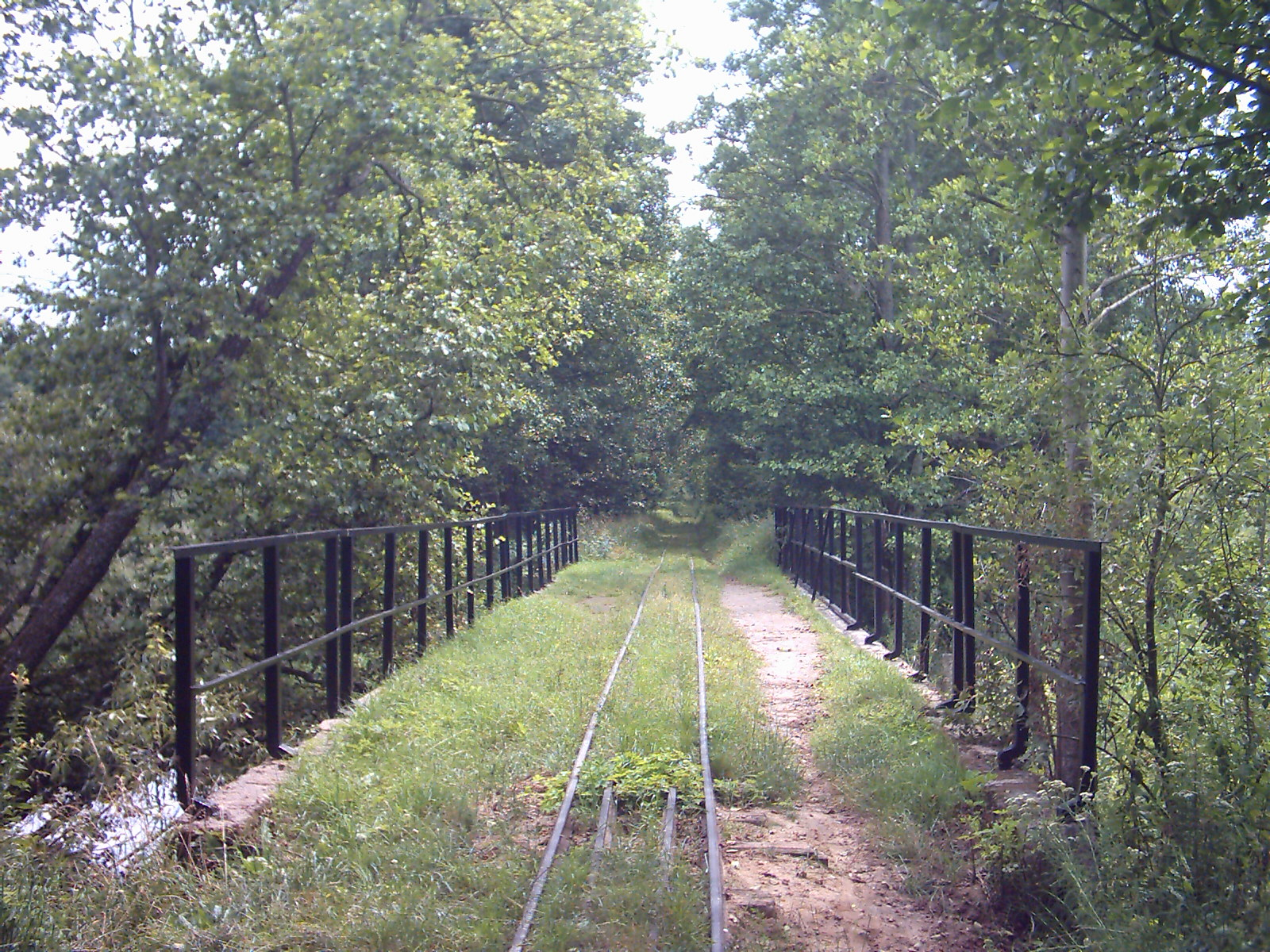
Kolejka wąskotorowa Hajnówka – Topiło wybudowana przez „Centurę”

Nowo powstałe państwo polskie niezbyt jeszcze interesowało się ochroną przyrody i w 1924 roku wydzierżawiło Puszczę angielskiej firmie The Century European Timber Corporation, potocznie nazywanej „Centurą”. Firma ta dostała dziesięcioletnią koncesję na wyrąb 7,2 mln m³ drewna nad Niemnem i w Puszczy Białowieskiej, w tym z samej Puszczy 4 mln m³. Planowano wyciąć drzewa na powierzchni 20 tysięcy hektarów. Wykorzystywano sieć wybudowanej przez Niemców kolejki wąskotorowej, wybudowano też nowe linie kolejki (między innymi kolejkę na Topiło). Firma wycięła i wywiozła ponad 2,5 mln m³ drewna przeważnie w postaci tarcicy. Tarcicę uzyskiwano w firmowych tartakach w Gródkach koło Białowieży i na Stoczku w Białowieży. Pod zarządem „Century” znalazł się jeden z największych tartaków ówczesnej Polski – zakład tartaczny w Hajnówce. W tartaku tym powstała filia firmy o nazwie „Century Timber Company Ltd. – Polska Spółka Drzewna Century”, produkująca tarcicę wysokiej jakości przeznaczoną na rynek angielski. Pod wpływem opinii publicznej oraz niedopełnieniu warunków umowy przez firmę, w 1929 roku podjęto decyzję o zerwaniu kontraktu z angielską firmą.
Eksploatacja ominęła utworzony w 1921 roku rezerwat ścisły o powierzchni 5300 hektarów. Mieścił się w widłach rzek Narewki oraz Hwoźnej, było to ostatnie nie eksploatowane miejsce w Puszczy. W 1932 roku przekształcony został w Park Narodowy. Powołano trzy instytuty naukowe.

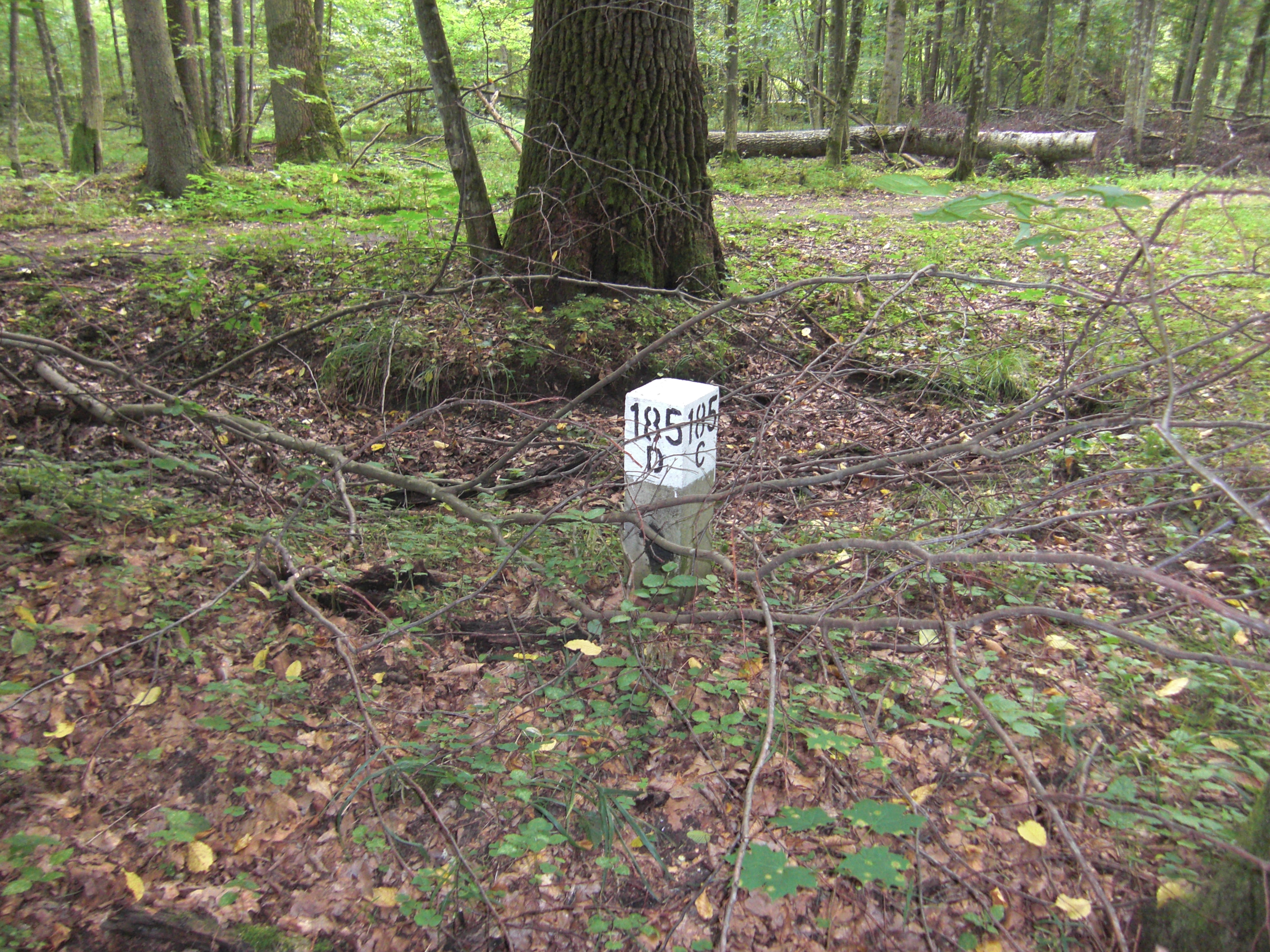
Słupek z numerami kwartałów

W latach 1929–1930 dawny wiorstowy podział Puszczy został uzupełniony przez przecięcie na krzyż nowymi liniami (w obrębie każdego wiorstowego kwartału powstały mniejsze – A, B, C, D). Pominięto jedynie BPN, który utrzymał podział wiorstowy do 1985 roku. Liczba pełnych oddziałów wynosiła 924, ponadto 224 oddziałów w Puszczy Świsłockiej. Puszcza Ladzka i Szereszewska miały odrębny system numeracji oddziałów.
W 1930 roku zapas rzeczywisty drzewostanów w Puszczy oszacowano na 16.217 tysięcy m³, co dawało 187 m³/ha. Przyrost przeciętny roczny określono na 2,25 m³ drewna na jednym hektarze, a pozyskanie na 4,20 m³ drewna z hektara. Rozmiar użytkowania rębnego bez zaliczenia powierzchni określono na 296 900 m³ drewna rocznie.
W latach 1929–1932 pobito o 23% ustanowione przez Niemców i Anglików rekordy rocznego pozyskiwania drewna.
W latach 1916–1939 Niemcy, Rosjanie i Polacy wycięli łącznie ponad 10 mln m³, czyli 1/3 zasobów Puszczy. Spowodowało to największe w historii przekształcenie jej drzewostanów. W latach 1939–1941 Puszczę eksploatowali Rosjanie, po wojnie Puszcza została podzielona pomiędzy Polskę i Białoruś.

## Eksploatacja w czasach Polski Ludowej

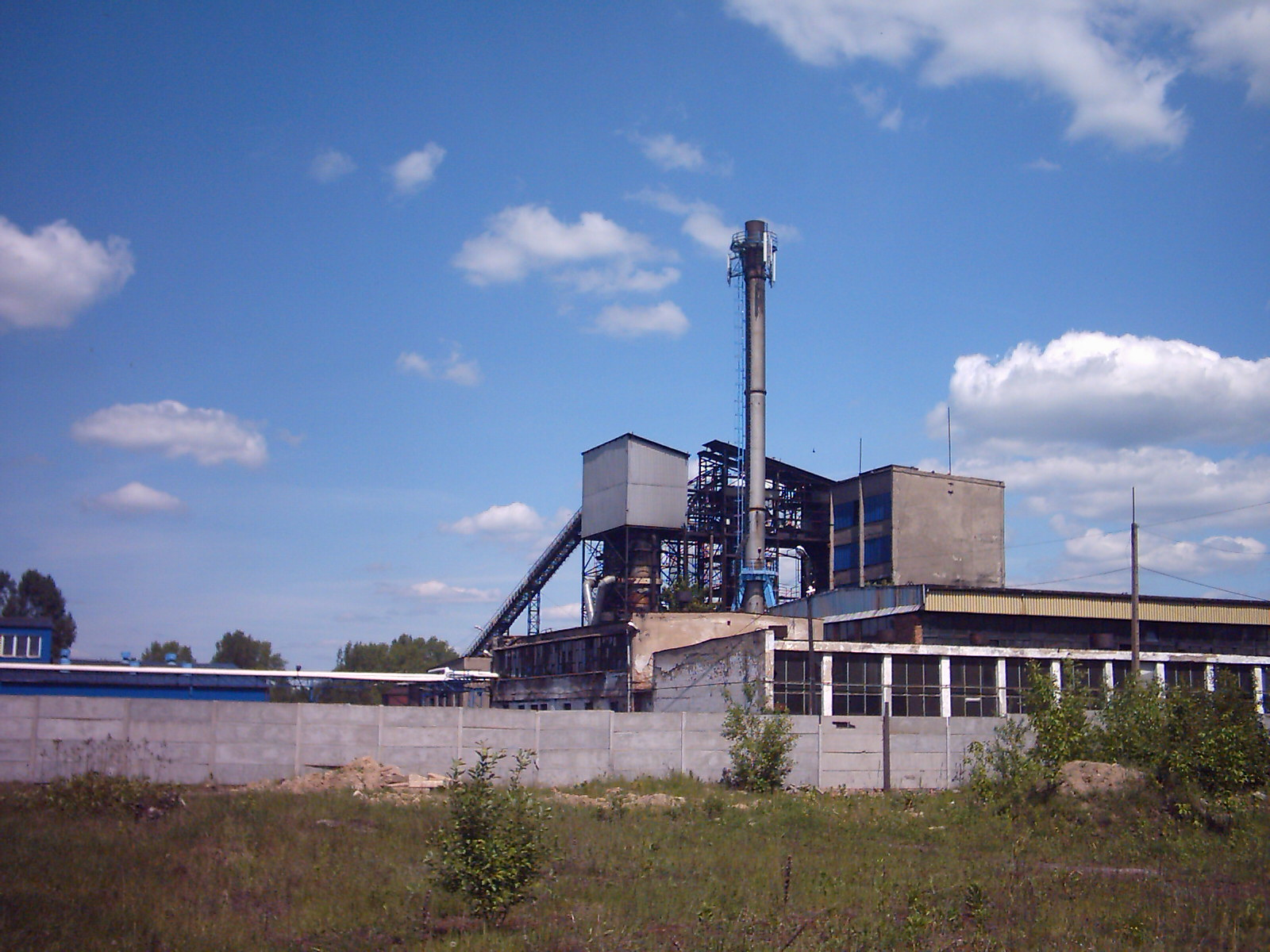
Zakłady suchej destylacji drewna w Hajnówce

W latach 1945–1946 użytkowanie polskiej części Puszczy miało charakter niezorganizowany i plądrowniczy.
Pierwszy po II wojnie światowej plan urządzenia lasu został opracowany na lata 1949–1958. Zapas drzewostanów oszacowano na 9,5 mln m³ grubizny, a przeciętny przyrost roczny na 2,40 m³ z jednego hektara. Dla poszczególnych gatunków przyjęto następujące wieki rębności: sosna – 120 lat, świerk – 100 lat, dąb i jesion – 160 lat, grab i olsza 80–100 lat, brzoza 80 lat, osika – 60 lat.
W latach 1948–1958 przeciętnie wycinano 189 tysięcy m³. Przeprowadzona w 1950 roku inwentaryzacja polskiej części Puszczy stwierdziła, że zapas grubizny wynosi zaledwie 189 m³ na 1 ha. Optymalny zapas powinien wynosić 400–500 m³ na ha. Dla poszczególnych gatunków stan zapasów wynosił: świerk 31%, sosna 18%, olcha 16%, dąb 12%, brzoza 8%, grab 7%, jesion 6%, osika 2%.
Następna inwentaryzacja drzewostanów przeprowadzona została w 1958 roku. Określiła ona powierzchnię Puszczy na 52 587,98 hektarów, a zapas drzewostanów oszacowany został na 10,2 mln m³ grubizny. Przeciętny wiek drzew określono na 76 lat, a przyrost roczny na 2,7 m³/ha. Przeciętny zapas drzewostanów wynosił 205 m³/ha. Przyjęto następujące wieki rębności: sosny – 120 lat, dąb 160–200 lat, świerk – 80-120 lat, jesion – 120-140 lat, grab – 80-100 lat, brzoza – 80 lat, lipa – 100 lat, wiąz – 100 lat, klon – 100 lat, osika – 60 lat.
W latach 1958–1968 udział drzewostanów przekraczających 100 lat spadł z 37,2% powierzchni leśnej do 34,3%.
Rekordowym pod względem wyrębu był rok 1975, kiedy wycięto 212 tysięcy m³. W następnych latach nastąpił spadek w pozyskiwaniu drewna (168,1 m³ w 1980 roku).
W latach 1959–1969 pozyskano 379,7 ton żywicy, 18 809 m³ karpiny, 1885 ton kory garbarskiej, 230 tysięcy sztuk choinek. W końcu lat 70 zaprzestano pozyskiwać żywicę i korę garbarską.
W latach 1968–1978 pozyskiwano przeciętnie rocznie około 50 ton czernicy, 0,1 tony brusznicy, 0,1 tony żurawiny, 0,1 tony maliny. Spośród grzybów pozyskano 60 ton opieńki, 10 ton kurki, 10 ton maślanki, 1 tona zielonki, ponadto borowiki i piestrzenice.
Innym rodzajem ingerencji ze strony człowieka było zaprowadzenie uprawy niektórych gatunków, zwłaszcza sosny, co doprowadziło do jej pojawienia się na stanowiskach oraz siedliskach, gdzie dawniej w ogóle jej nie było.
W czasach Polski Ludowej normą było przekraczanie planowego wyrębu. W roku 1957 stosunek wyrębu wykonanego do zaplanowanego wynosił 156%. W latach 1958–1968 pozyskiwano średnio 119% w stosunku do zaplanowanego etatu rębnego. Gospodarka leśna prowadziła do zamienienia Puszczy w monokulturowy, jednowiekowy las gospodarczy, podatny na szkodniki i pożary.

## Część białoruska
W 1944 roku, po II wojnie światowej, Puszczę podzielono pomiędzy Polskę a BSRR. Polska otrzymała 59 207 hektarów, a BSRR około 87 500 hektarów powierzchni Puszczy. W efekcie tego Puszczę przedzielono granicą, wycinając szeroki pas lasu. W roku 1983 po stronie ZSRR granicę dodatkowo przegrodzono wysokim płotem z drutów kolczastych pod napięciem, którego nie mogły przejść ani ludzie, ani większe zwierzęta.
Ponieważ Białowieża znalazła się po polskiej stronie, białoruska część Puszczy pozbawiona była ośrodków naukowych oraz organizacyjnych. Zorganizowano więc własne.
Wielkie zmiany spowodowały inwestycje wodne, zmeliorowano ogromne bagno Dziki Nikor, zamieniając je na tereny rolnicze. Melioracje doprowadziły do obniżenia poziomu wód gruntowych. Białoruska część Puszczy uzyskała charakter rezerwatowo-łowiecki. Wybudowano tam dwa duże sztuczne zbiorniki przeznaczone do polowań na ptactwo.
W czasach BSRR rezerwaty ścisłe stanowiły 18% powierzchni. W 1991 roku niepodległa Białoruś objęła ochroną całą swoją część Puszczy, przekształcając ją w park narodowy o powierzchni 1100 km². 65% przeznaczono dla badań naukowych.
Janusz Korbel ocenił, że najnowsza gospodarka w Puszczy doprowadziła do tego, że z przestrzeni kosmicznej las po stronie polskiej przypomina dziurawy ser szwajcarski, a po białoruskiej widać skutki usuwania martwych drzew i melioracji.

## III Rzeczpospolita
W latach 90. XX wieku, w warunkach III Rzeczypospolitej, kontynuowano wycinanie Puszczy na poziomie lat 80. W 1990 roku drzewostany najmłodsze, które nie przekroczyły 100 lat zajmowały już 70% powierzchni puszczy zagospodarowanej, 100–140 letnie drzewostany stanowiły 13% powierzchni, a starsze zajmowały już tylko 17% powierzchni. W latach 1994–1995 pozyskiwano 146 tysięcy m³ drewna rocznie.
Na początku XXI wieku planowy wyręb wciąż jeszcze wynosił 150 tysięcy m³ rocznie. Rzeczywisty wyręb był nieco niższy i w latach 2000–2008 wycinano rocznie około 125 tysięcy m³.
17 maja 2012 roku Minister Środowiska ogłosił plan działań dla Puszczy Białowieskiej, zgodnie z którym roczne pozyskiwanie drewna ma się utrzymywać na poziomie 48,5 tysięcy m³. Zapowiedział całkowite wyłączenie z gospodarki drzewostanów stuletnich, tj. tych drzewostanów, w których stare drzewa mają przynajmniej 10% udziału.

### Wycinka po 2016
W 2017 na terenie Puszczy Białowieskiej rozpoczęła się intensywna wycinka drzew, która według Ministerstw Środowiska służyła powstrzymaniu kornika, a według protestujących ekologów miała charakter komercyjny. Rozpoczęli oni pokojową blokadę ciężkiego sprzętu wykorzystywanego przez Lasy Państwowe do wycinki.
Podczas 41. sesji Komitetu Światowego Dziedzictwa Ludzkości UNESCO w Krakowie w lipcu 2017 przyjęto uchwałę wzywającą Polskę do natychmiastowego wstrzymania wycinki. Komitet podkreślił, że prowadzone przez Polskę działania stanowią zagrożenie dla puszczy na Liście Światowego Dziedzictwa Ludzkości; w uchwale znalazł się również zapis o możliwym wpisaniu puszczy na listę obiektów zagrożonych. Premier Beata Szydło poinformowała, że wycinka będzie kontynuowana. W tym samym miesiącu Komisja Europejska wystąpiła przeciwko Polsce do Trybunału Sprawiedliwości Unii Europejskiej wskazując, że prowadzona wycinka drzew stanowiła poważne zagrożenie integralności obszaru Natura 2000, nie była zgodna z celami ochrony Puszczy Białowieskiej i przekraczała środki, jakich można używać do zapewnienia zrównoważonego użytkowania lasu
W wydanym w listopadzie 2017 postanowieniu Trybunał Sprawiedliwości nakazał Polsce natychmiastowe przerwanie wycinki pod groźbą kary finansowej w wysokości co najmniej 100 tys. euro dziennie. Po wydaniu tego postanowienia wycinka została przerwana.
W wyniku realizacji prac związanych z usuwaniem martwych drzew świerkowych, Nadleśnictwa Browsk, Hajnówka i Białowieża wykorzystały cały etat cięć przewidzianych w Planach Urządzania Lasu 2012–2020. W tej sytuacji samorządy w porozumieniu z innymi nadleśnictwami zorganizowały transport liściastego drewna opałowego z Puszczy Knyszyńskiej. Według mieszkańców jest to pierwsza sytuacja tego typu w rejonie Puszczy Białowieskiej.

## Efekt działalności człowieka

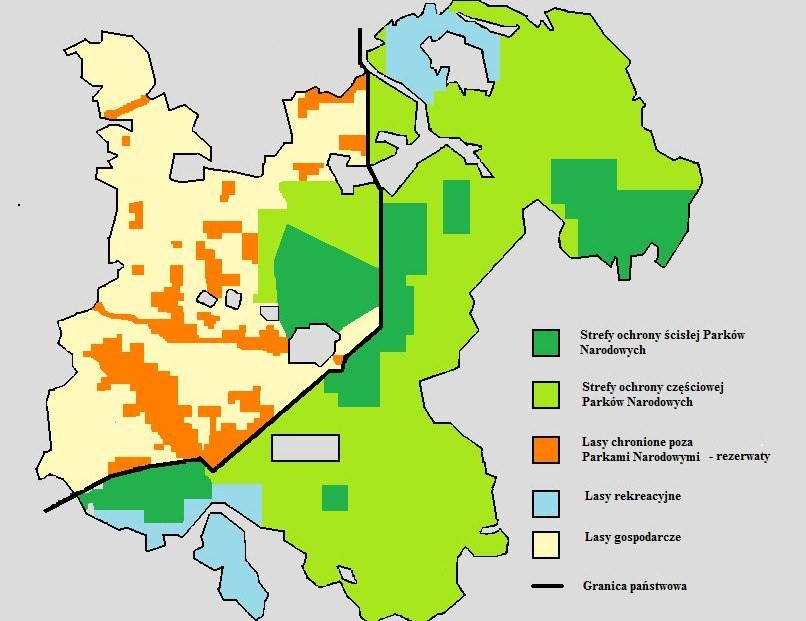
Sposoby ochrony i gospodarowania lasów we współczesnej Puszczy

Produkcja węgla drzewnego, smoły i potażu w wiekach XVII–XVIII prowadziła do lokalnego przetrzebienia niektórych gatunków.
Rozwinięta planowa gospodarka leśna prowadziła do zmniejszenia liczby gatunków cenionych jako surowiec budowlany, a więc dębu szypułkowego, jesionu oraz sosny. Eliminacja niektórych gatunków prowadziła do zmian w strukturze drzewostanów, stosowanie zrębów czystych umożliwiało rozpowszechnienie się niektórych gatunków, dawniej nie tak licznych gatunków lekkonasiennych, tj. brzozy, osiki oraz wierzby iwa. W nieco mniejszym stopniu dotyczy to również świerka, którego naturalny udział w drzewostanach, zawsze był znaczny, a teraz w wyniku działalności człowieka wzrósł jeszcze bardziej.
Na strukturę drzewostanów wpłynęły również i inne formy użytkowania lasu, jak np. nadmierna hodowla zwierzyny w końcu XIX i na początku XX wieku. Doprowadziło to do zaniku bądź zredukowania podrostu takich gatunków drzew liściastych jak dąb, jesion oraz lipy, hamując proces naturalne odnowy lasu. W największym stopniu dotknęło to lipę, u której brakuje dziś drzew, które wykiełkowały w końcu XIX i na początku XX wieku. Podobne skutki niósł za sobą wypas bydła w lesie, zlikwidowany dopiero w latach 70. XX wieku.
Wybudowanie sieci kolejek leśnych oraz dróg żwirowych, wykonanych nieraz na nasypach, wywołał zmiany w stanie siedlisk hydrogenicznych. Największe zmiany stosunków wodnych nastąpiły w prawobrzeżnej części zlewni rzeki Leśnej.
Jednak, pomimo tego, Puszcza dotrwała do naszych czasów w niespotykanej gdzie indziej kondycji, zachowując fragmenty swoich lasów w stanie niemal nienaruszonym przez człowieka.